# Solling (gemeindefreies Gebiet)
Das gemeindefreie Gebiet Solling, offiziell Solling (Landkreis Northeim), ist ein gemeindefreies Gebiet im Landkreis Northeim, Niedersachsen. Der Name des Gebietes leitet sich vom Mittelgebirge Solling ab.
Das Gebiet hat eine Fläche von 177,49 km² und ist damit das viertgrößte gemeindefreie Gebiet Niedersachsens und das fünftgrößte bundesweit.
Es umfasst die im Landkreis Northeim liegenden Waldgebiete des Sollings, die keiner Gemeinde zugeordnet sind. Es grenzt im Uhrzeigersinn im Osten an die Städte Dassel und Moringen und im Süden an die Stadt Uslar und den Flecken Bodenfelde des gleichen Landkreises. Des Weiteren grenzt es im Süden an den hessischen Landkreis Kassel, im Südwesten an den westfälischen Kreis Höxter und im Westen an den Landkreis Holzminden.
Das gemeindefreie Gebiet ist unbewohnt. Aus statistischen Gründen führt es jedoch den Amtlichen Gemeindeschlüssel 03 1 55 501.
Moore und Wälder im Hochsolling wurde hierin als Naturschutzgebiet ausgewiesen.